# Тульский троллейбус
Тульский троллейбус — система троллейбусного транспорта города Тула. Эксплуатация открыта 3 ноября 1962 года.

## Официальная организация
Эксплуатацию троллейбусной сети с 19 апреля 2010 года осуществляет МКП «Тулгорэлектротранс», единственное троллейбусное депо находится на улице Курковая.

## История
История Тульского троллейбуса началась 4 ноября 1962 года в 14 часов, когда в троллейбусном депо был проведен торжественный митинг. В первый день своей работы троллейбусы возили горожан бесплатно. Водителей первых троллейбусов отбирали по конкурсу. В основном набирали шоферов с большим опытом работы на грузовых автомобилях и с учетом высокой «классности». Обучение их проходило в Рязани.
Троллейбусное движение было открыто по двум маршрутам:
- 1 — посёлок Куруловка (ныне станция Северная) — Октябрьская ул. — ул. Металлистов — пл. Челюскинцев (выпуск 5 единиц)
- 2 — троллейбусное депо — ул. Луначарского — Октябрьская ул. — ул. Металлистов — пл. Челюскинцев (выпуск 5 единиц)

Тульский троллейбус в 1963 году

Общая протяженность линий составляла около 8 километров. На конец 1962 года парк состоял из 15 машин модели ЗиУ-5.
Ровно через год — 4 ноября 1963 года — был открыт третий маршрут площадь Челюскинцев — Южная площадь (ныне площадь Победы). Протяженность линии составляла 8,5 км. Время пробега машин — 40 минут. Интервал движения — 4 минуты — обеспечивали 10 машин. Так троллейбусы вышли на главную магистраль города — проспект Ленина.
К концу 1963 года парк троллейбусов достиг 25 единиц (пополнился машинами ЗиУ-5 № 16-25). Маршрут № 1 был продлен на юг города. Намечались работы по сооружению троллейбусной линии по ул. Первомайской. А вот планам постройки троллейбуса по ул. Мосина до Московского вокзала так и не суждено было осуществиться.
К ноябрю 1966 года в южной части Тулы троллейбусная линия была продлена от пл. Победы до Зеленстроя (ныне станция Южная), где планировалось сооружение нового автовокзала. 3 декабря 1966 года новая ветка по улице Первомайской была введена в действие. По ней начали курсировать троллейбусы маршрута № 4.
В 1969 году троллейбусная сеть в этом районе получила дальнейшее развитие. По ул. Дм. Ульянова троллейбусные провода дотянулись до Московского вокзала, а по улицам Болдина, Макаренко и 9-го Мая вышли на проспект Ленина в районе площади Победы, замкнув троллейбусное кольцо в южной части города. Был запущен маршрут № 5 сообщением Московский вокзал—Зеленстрой.
За несколько лет работы троллейбуса в Туле выявились и некоторые серьёзные проблемы. Надежность модели ЗиУ-5 была крайне низкой. Так в сентябре 1966 года серьёзные неисправности возникали у 20 машин из 62, находившихся в инвентаре депо. В 1965 году был момент, когда по причине износа шестерен редуктора заднего моста из строя практически одновременно выбыла большая часть машин.

Тульский троллейбус в 1974 году

До 1971 года включительно в Тулу поступали троллейбусы моделей ЗиУ-5, ЗиУ-5Г, ЗиУ-5Д. Всего их было получено не менее 90 единиц. С 1972 года в город оружейников стали приходить троллейбусы более современной модели ЗиУ-9, имеющие три двери, а соответственно бо́льшую пропускную способность пассажиров, пневматические рессоры и более плавный ход. В 1972 году в Тулу пришло 11 машин модели ЗиУ-9Б. В этом же году начались работы по расширению и модернизации троллейбусного депо.
В мае 1974 года была проложена троллейбусная линия по Красноармейскому проспекту и ответвление в аэропорт на севере города, введен в эксплуатацию шестой троллейбусный маршрут, связавший Московский вокзал с Аэропортом, и седьмой, до троллейбусного депо. Улица Красноармейская с пуском по ней троллейбуса была переименована в проспект. На новой линии курсировало 8 машин с интервалом 5-7 минут.

Тульский троллейбус в 1980 году

16 июля 1980 года было открыто троллейбусное движение по ул. Пузакова в квартал Малые Гончары, для чего был произведен монтаж 3,6 км контактной сети и двух фидерных автоматов на тяговой подстанции № 12. Троллейбусный маршрут № 1 стал курсировать от Зеленстроя до Малых Гончаров. Также в связи с постройкой Площади имени В. И. Ленина участок троллейбусной линии от площади Челюскинцев до улицы Советской был закрыт, взамен него построен обход от Красноармейского проспекта по Советской до проспекта Ленина. Однако кольцо на площади Челюскинцев и линию по улице Металлистов сохранили.
В 1981 году туляков обслуживало 124 троллейбуса. Протяженность сети достигла 53,4 км. Ежедневный средний выпуск на линию составлял 91 единицу. В 1981 году была прекращена эксплуатация троллейбусов модели ЗиУ-5.
В 1982 году был открыт новый маршрут сообщением Малые Гончары — пл. Челюскинцев, которому был присвоен старый № 3. На эту линию выпускали семь троллейбусов, но пассажиропоток на ней за исключением часов «пик» был невелик. В 1982 году на маршрут троллейбуса № 1 вышло несколько красочно оформленных детских троллейбусов, на которых родители могли отвезти своих детей в сад, ясли или школу утром и забрать домой вечером. Эти необычные машины прослужили в городе до начала 90-х годов.
К ноябрю 1983 года троллейбусный парк достиг 134 единицы, в эксплуатации находились грузовые троллейбусы с дополнительным двигателем внутреннего сгорания модели ТГ-1 и КТГ-1. Грузовые троллейбусы эксплуатировались в Туле до начала 90-х годов. 10 мая 1984 года был открыт троллейбусный маршрут № 8 сообщением Автовокзал — Московский вокзал, в 2004 году ставший № 30, а ныне перенумерованный в № 11.
К началу 1990-х годов туляков обслуживало 9 маршрутов троллейбуса:
- 1. Станция Южная — Малые Гончары
- 2. Станция Южная — ул. Курковая
- 3. Московский вокзал — Малые Гончары
- 4. Станция Южная — Болдина — станция Северная
- 4-А. Станция Южная — Болдина — Аэропорт
- 5. Станция Южная — Болдина — Московский вокзал
- 6. Аэропорт — Московский вокзал
- 7. Московский вокзал — ул. Курковая
- 8. Московский вокзал — Автовокзал

Начало 90-х годов прошлого века, казалось, было благоприятным для тульского троллейбуса. С конца 1990 года в Тулу стали поступать машины модели ЗиУ-682Г, включая и их модификацию «ГН», предназначенную для стажировки водителей. В городе оружейников последние работали и как учебные, и как пассажирские. В 1992 году приходит партия из 24 троллейбусов марки ЗиУ-682Г. Дополнительно в этом году поступает не менее пяти машин ЗиУ-682В, прошедших капитальный ремонт на московском троллейбусно-ремонтном заводе (МТРЗ). Планировалось строительство новых троллейбусных линий в Мясново, по улицам Фрунзе и Лейтейзена, на севере города и в Пролетарском районе по улицам Металлургов, Гастелло, Кутузова, Вильямса, Кирова для замены автобусных маршрутов.

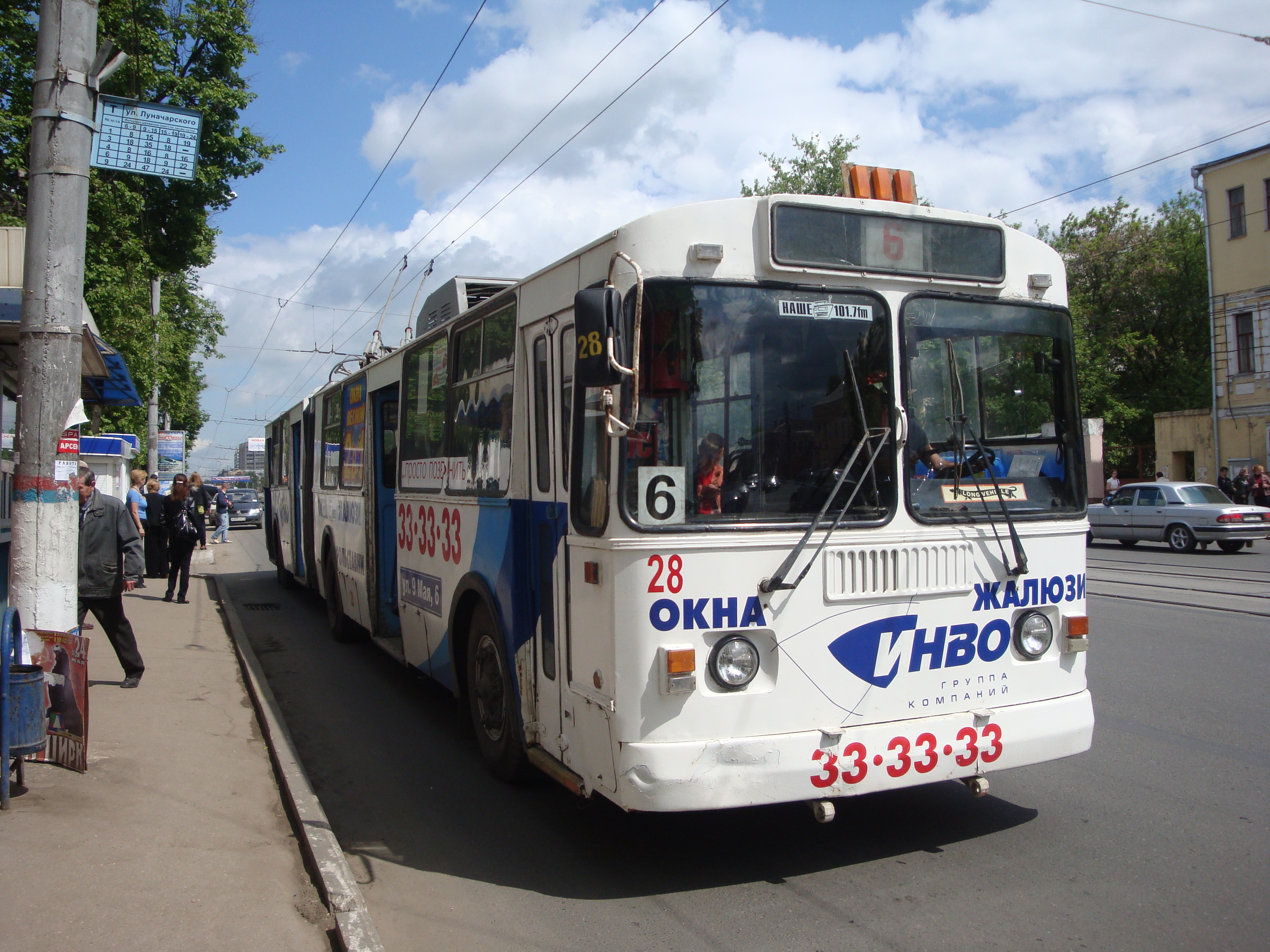
Троллейбус ЗиУ-6205 на остановке «Луначарского»

Распад социалистического блока привел к прекращению поставок новых трамваев из Чехословакии. В результате планы развития транспорта областного центра были скорректированы в сторону троллейбуса. Намечалось проложить линии в северо-восточный микрорайон, к АК «Тулачермет», в посёлки Горелки и Октябрьский. В первом варианте трасса троллейбуса к АК «Тулачермет» должна была пройти по улице Кутузова, во втором — по улице Металлургов с демонтажом трамвайных путей на участке от трамвайного депо № 2 до стадиона Металлург. В 1995 году планировали продлить троллейбус в южной части города во вновь построенный жилой микрорайон в Платоновском лесу.
В 1997 году предлагался демонтаж трамвайных путей по ул. Октябрьской и М. Горького с сооружением по ул. М. Горького, Курковой троллейбусной ветки. В этом случае в Зареченском районе города замкнулось бы троллейбусное кольцо, образованное ул. Октябрьской, М. Горького, Курковой, Луначарского. Во второй половине 90-х годов троллейбусные провода могли бы протянуться по ул. Фрунзе на участке от ул. Первомайской до Красноармейского проспекта, но удалось только к ноябрю 1999 года продлить линию от станции Северной до мкр. Горелки, протяженностью около 1,7 км.
В 2001 году в Тулу поступили подержанные дуобусы Renault из Франции. В связи с закупками дуобусов появились проекты автобусно-троллейбусных маршрутов в Хомяково и Скуратово. Однако эти машины пошли на маршруты 2, 4, 5, 6 как обычные троллейбусы и на автобусные маршруты 44 и 10Т. Эксплуатация дуобусов продолжалась до 2007 года.

Тульский троллейбус в 2007 году

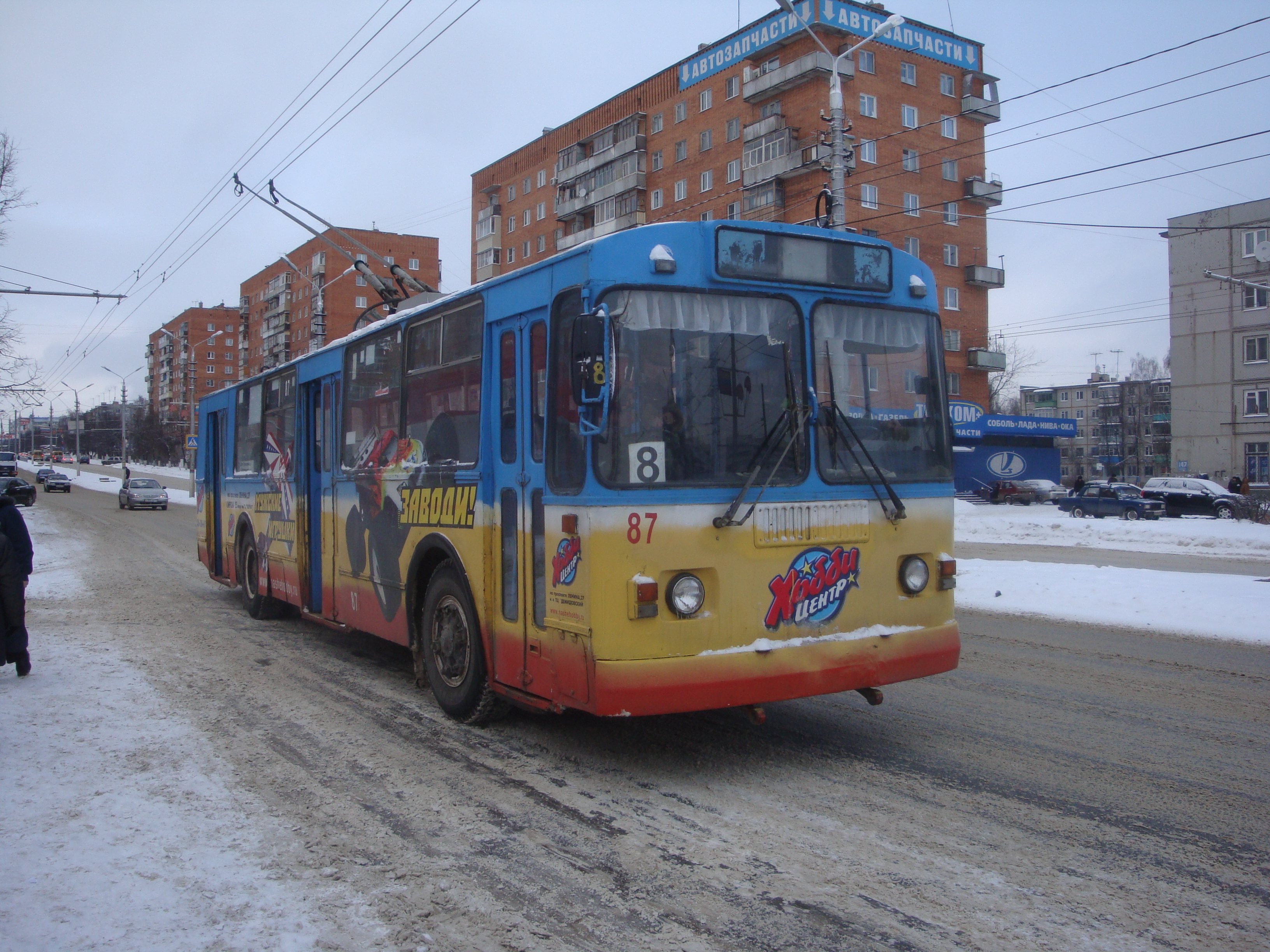
Троллейбус ЗиУ-682 на остановке «Трамвайное депо»

В 2004 году троллейбус перешел компании ООО «Тулапассажиртанс». После этого начались закупки новых троллейбусов. В 2004 году была восстановлена контактная сеть на улице Громова, в аэропорт запущены маршруты 3 и 9. В 2007 году была построена троллейбусная линия по ул. Советской, Пролетарской и Ложевой до трамвайного депо в Криволучье. В момент наивысшего развития троллейбуса в 2008—2009 гг. действовало 11 маршрутов:
- 1.Малые Гончары — Станция Южная
- 2.Курковая — Станция Южная
- 3.Аэропорт — Московский Вокзал

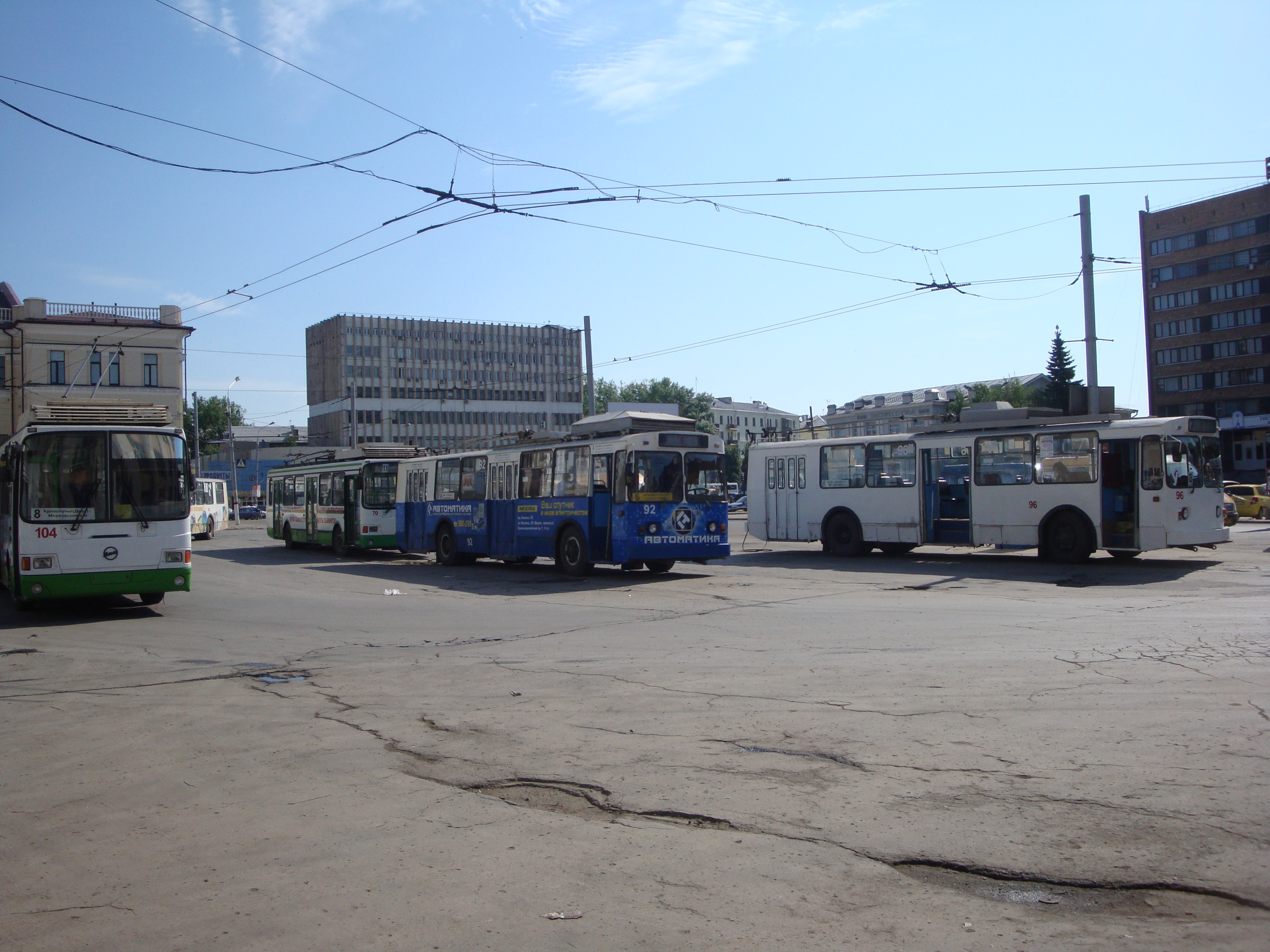
Троллейбусы на линейной станции «Московский вокзал»

- 4.Станция Северная — Болдина — Станция Южная
- 5.Московский Вокзал — Болдина — Станция Южная
- 6.Московский Вокзал — Горелки
- 7.Курковая — Московский Вокзал
- 8.Депо (Криволучье) — Московский Вокзал
- 9.Аэропорт — Станция Южная
- 10.Депо (Криволучье) — Болдина — Станция Южная
- 11.Московский Вокзал — Автовокзал

В 2008 году между мэром города Тулы Владимиром Могильниковым и директором ООО «Тулапассажиртранс» Юрием Мазикиным возник конфликт из-за распределения автобусных перевозок. Это привело к тому, что город прекратил с начала 2009 года возвращать межтарифную разницу. На последней неделе апреля троллейбусы и автобусы предприятия не выходили на маршруты. В настоящее время решением суда Ю. Мазикин дисквалифицирован сроком на 1 год. С 19 апреля 2010 года троллейбус перешел в ведение МУП «Тулгорэлектротранс».
12 ноября 2010 года в Тулу пришел новый троллейбус Тролза-5265 «Мегаполис».
В начале 2011 года был отменен маршрут № 9 и вновь прекращена пассажирская эксплуатация линии по улице Громова и кольца перед бывшим зданием аэровокзала.
В феврале и мае 2012 года пришли две партии из восьми новых троллейбусов ЛиАЗ-5280 каждая.
В период с сентября 2012 года по январь 2013 года в Тулу поступила партия из десяти новых троллейбусов марки БКМ-420030.
В марте 2013 года поступила ТролЗа-5275.03 «Оптима».
1 октября 2013 года маршрут № 4 продлен в посёлок Горелки, а № 11 — на Зеленстрой.
16 ноября 2013 года в депо был перевезен для восстановления троллейбус ЗиУ-5 № 43. 11 сентября 2014 года восстановленный троллейбус установлен в качестве памятника около депо.
16 сентября 2014 года поступил первый троллейбус Тролза-5265 «Мегаполис» с автономным ходом до 15 км. Всего таких троллейбусов будет 16. С их поступлением троллейбусные маршруты будут продлены к Областной больнице и в посёлок Косая Гора.
1 января 2015 года отменён маршрут № 8 и организованы новые маршруты № 10 и 12. В связи с нехваткой троллейбусов с увеличенным автономным ходом маршрут № 10 организован только до трамвайного депо. С 1 января 2015 года в ночное время по выходным дням организовано движение троллейбусов по нескольким маршрутам.
С 1 марта маршрут № 10 был переведен на машины с увеличенным АХ и продлен до Детской областной больницы через улицы Металлургов, Гастелло, Кутузова и Вильямса.
В апреле из-за плохого состояния части машин был урезан выпуск на маршруты № 2 и 10 — с них снято по 4 машины. Также демонтировано кольцо на Крестовоздвиженской площади, при этом линия на улице Металлистов осталась. Выпуск на маршруты № 4 и 11 урезаны до 1 машины. В апреле списаны последние троллейбусы АКСМ и ЗиУ.
С 16 июня 2015 года маршрут № 10 вместо станции Южной идёт на Московский вокзал.
1 января 2016 года отменен маршрут № 3 и продлен маршрут № 11 до посёлка Скуратово (Западный) (переход на троллейбусы с АХ), а также сокращен маршрут № 4 (полукольцевой, с 1 октября восстановлен по трассе, бывшей до сокращения).
Осенью 2016 года из Москвы в Тулу передано 25 троллейбусов Тролза-5265 «Мегаполис».
Осенью 2017 года в связи с реконструкцией улицы Металлистов происходит демонтаж троллейбусной контактной сети на этой улице.
25 сентября 2020 года троллейбусные маршруты с автономным ходом № 10, 11, 12 официально закрыты (маршруты удалены из реестра маршрутов). Выпуск был перераспределён на другие маршруты.
В январе 2021 года из Москвы в Тулу передано 25 троллейбусов Тролза-5265 «Мегаполис».
1 сентября 2023 отменён маршрут № 6.
В декабре 2024 года в город поступает два новых троллейбуса ВМЗ-5298.01 "Авангард", оборудованных увеличенным автономным ходом. В дальнейшем приобретено ещё два троллейбуса этой модели.
В июле-августе 2025 года в городе обкатывается с пассажирами троллейбус Синара 6254. Перспективы закупки данной модели пока неизвестны.

## Текущее состояние
По состоянию на 1 сентября 2023 год в Туле действует 5 троллейбусных маршрутов, обслуживаемых одним депо. В городе 86 линейных, три служебных и один музейный троллейбус. Ежедневный выпуск составляет: 53 троллейбуса в час-пик по будням, 40 в выходные дни и межпиковое время; после 19.00 — 16 ежедневно. Общая длина троллейбусных линий составляет 63,4 километра, включая недействующую 300-метровую линию по улице Громова.
Стоимость проезда с 1 марта 2023 года составляет 30 рублей по наличному расчёту (по банковской карте 26 рублей, а по карте тройка 24 рубля). Стоимость единого проездного билета составляет: для студентов  — 500 рублей, для школьников — 350 рублей, для льготников и пенсионеров — 500 рублей, для населения — 1000 рублей.
Маршруты аккумуляторных троллейбусов, и последняя построенная линия 2007 года - закрыты в 2020 году.

## Действующие маршруты
Действующие троллейбусов в Туле по состоянию на 2024 г.
- 1: Станция "Южная" - Малые Гончары
- 2: Станция "Южная" - Улица Курковая
- 4: Станция "Южная" - Горелки
- 5: Станция "Южная" - Московский вокзал
- 7: Московский вокзал - Улица Курковая

Карта маршрутов троллейбусов (2022-04)

## Подвижной состав
В Туле эксплуатируется 76 троллейбусов (по состоянию на  2025 год):
| Модель                  | Год начала эксплуатации | Год окончания эксплуатации |
| ----------------------- | ----------------------- | -------------------------- |
| ЗиУ-5                   | 1962                    | 1981                       |
| ЗиУ-682                 | 1972                    | 2015                       |
| ЗиУ-6205                | 1996                    | 2015                       |
| АКСМ-101М               | 1998                    | 2015                       |
| ВМЗ-170                 | 2000                    | 2017                       |
| Renault PR180HPU02A1    | 2001                    | 2007                       |
| ВМЗ-5298                | 2001                    | 2017                       |
| ВЗТМ-5280 (ЛиАЗ-5280)   | 2007                    | Настоящее время            |
| ВЗТМ-5284               | 2008                    | 2017                       |
| Тролза-5265 «Мегаполис» | 2010                    | Настоящее время            |
| БКМ-42003А              | 2012                    | Настоящее время            |
| ТролЗа-5275.03 «Оптима» | 2013                    | Настоящее время            |
| ВМЗ-5298.01 "Авангард"  | 2024                    | Настоящее время            |
| Синара 6254             | 2025                    | 2025                       |

- ЛиАЗ-5280 2 шт. № 119, 123.

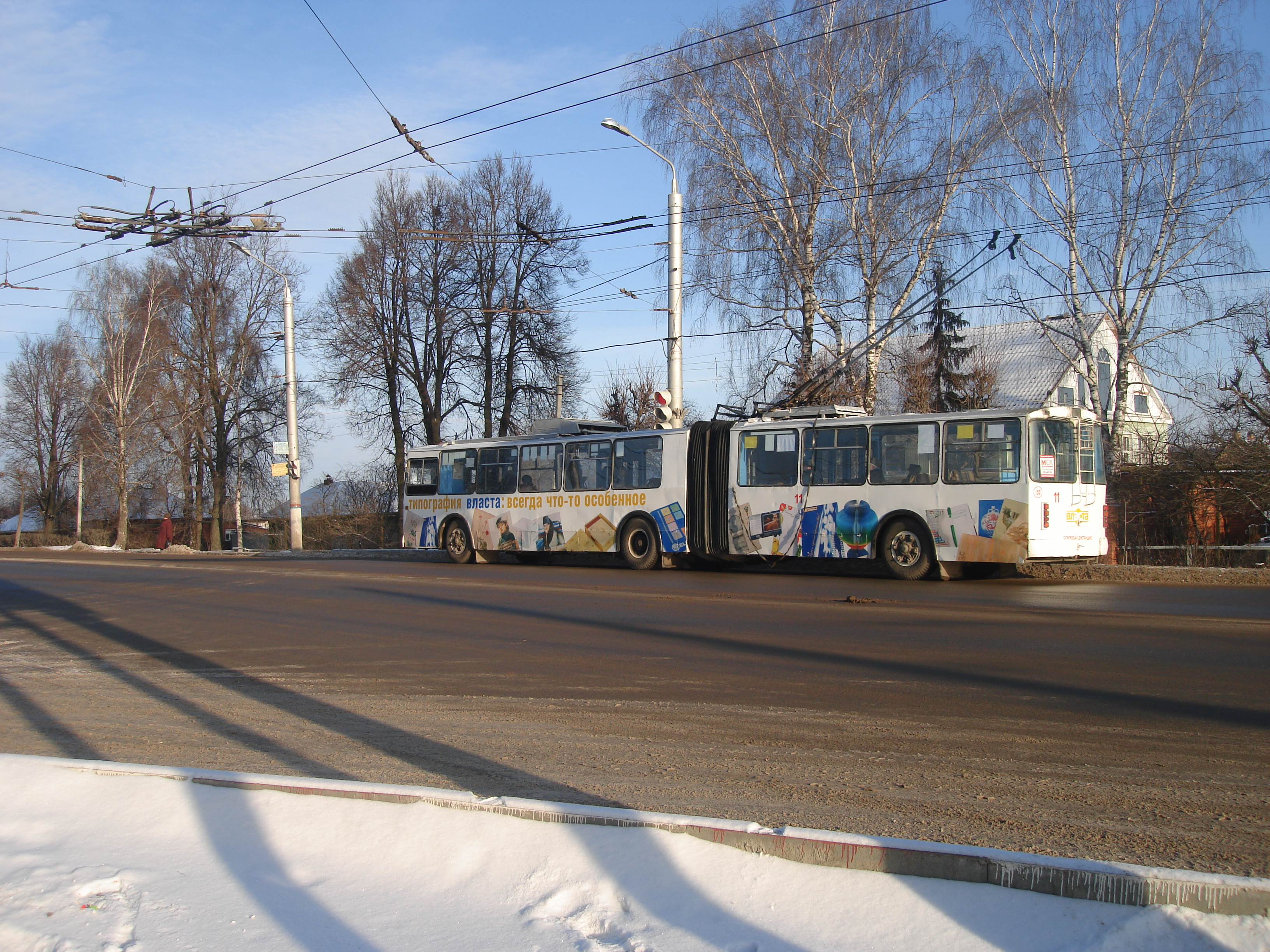
Троллейбус ЗиУ-6205

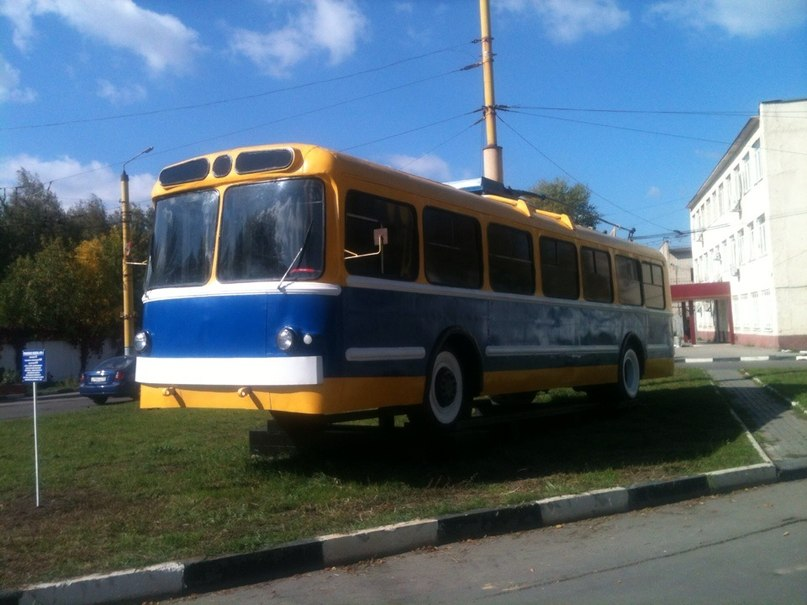
ЗиУ-5 — советский высокопольный троллейбус

- Тролза-5265 «Мегаполис» 61 шт. №1-3, 5-7, 9-13, 15-43, 45, 47—51, 53, 55, 63, 67, 69 71, 73, 78, 80, 82—91, 117.
- БКМ-42003А 8 шт. № 4, 14, 46, 58, 62, 64, 66, 72, 75, 79.
- ТролЗа-5275.03 «Оптима» 1 шт. № 8.
- ВМЗ-5298.01 "Авангард" 4 шт. № 100 - 103

## План развития троллейбуса в Туле
В конце двухтысячных годов существовало много планов по расширению троллейбусной сети. Ожидалось продление линии в Пролетарском районе от трамвайного депо по улицам Металлургов, Гастелло, Кутузова, Вильямса до Тульской областной больницы, на север города, до Красных Ворот, а в дальнейшем и в Хомяково, строительство линии по улице Фрунзе и проектируемому мосту от улицы Фрунзе к улице Луначарского.

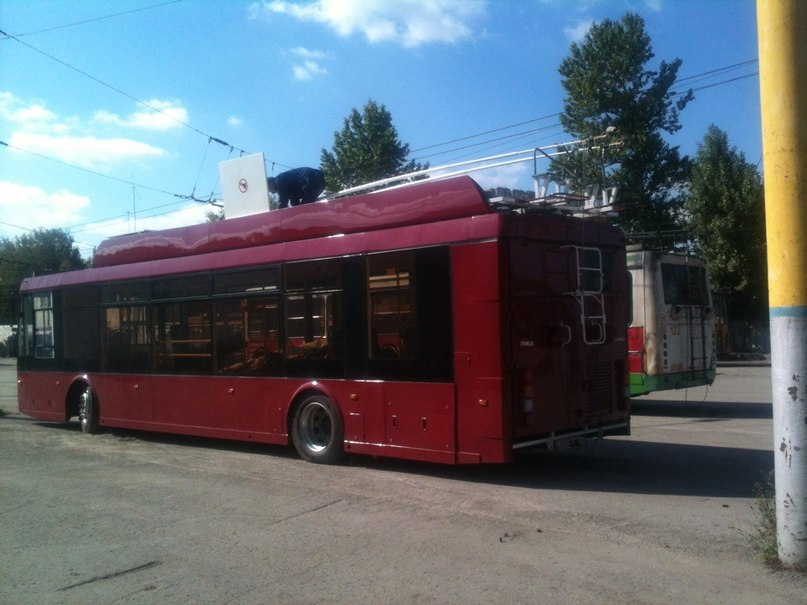
Тролза-5265 «Мегаполис» с запасом автономного хода 15 км

Летом 2011 года было принято решение о продлении троллейбусной линии на юге Тулы от станции «Южная» до посёлка Менделеевский с переносом туда разворотного кольца. Также были планы строительства троллейбусных линий в посёлки Косая Гора и Скуратово. Однако, в связи с закупкой троллейбусов с увеличенным автономным ходом, от строительства новых линий отказались. Дальнейшие перспективы развития троллейбусного сообщения в Туле связаны с увеличением количества машин, оборудованных автономным ходом, и возможного открытия новых маршрутов с использованием таких троллейбусов.
Троллейбусное кольцо с Зеленстроя планировали перенести в 2024 году, но работы так и не были начаты.

## Особенности
- С 1984 года несколько лет на линию выходил «детский» троллейбус. Раскрашенные машины с бортовыми номерами «43» и «90» перевозили детей в сопровождении взрослых, а также пенсионеров. Посадка пассажиров осуществлялась исключительно в переднюю дверь. Троллейбус следовал по 1-му маршруту[7].
- 14 декабря 2013 года на линию вышла «Субботняя улитка». В обычном троллейбусе, следующем по маршруту «Московский вокзал — станция Южная»[8], по субботам перед пассажирами с собственными произведениями выступают музыканты и поэты. Стоимость проезда в троллейбусе обычная, льготы и карты также действуют[9]. В декабре 2015 года проект был приостановлен, но уже через месяц возобновился. В настоящее время троллейбус «Субботняя улитка» работает на маршруте № 1.